# University of Liverpool

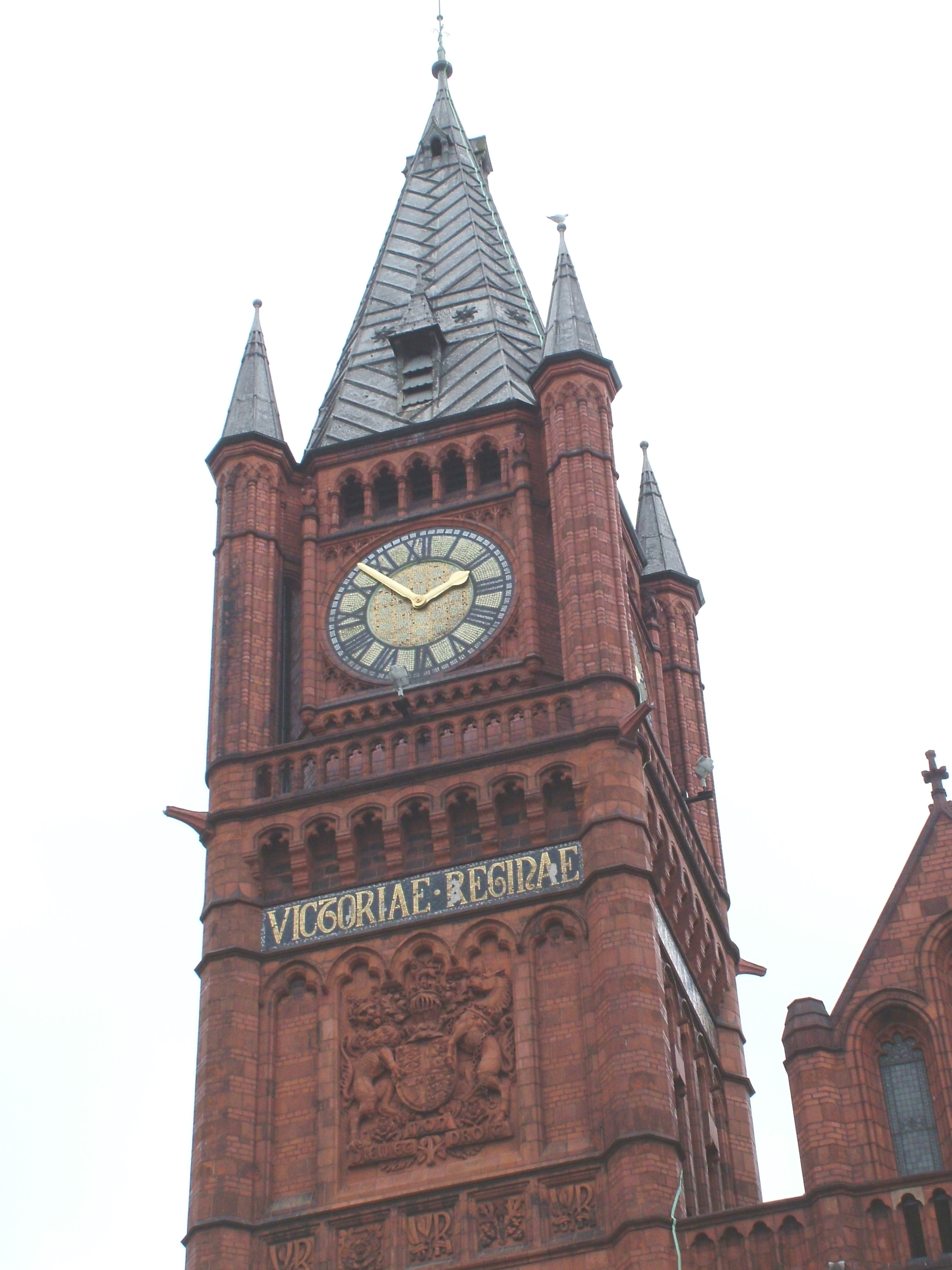
Turm des backsteinernen Victoria Building (1892), ein Wahrzeichen der Universität Liverpool

Die Universität Liverpool (englisch: University of Liverpool) ist eine staatliche Universität in der nordenglischen Stadt Liverpool [ˈlɪvəpuːl] mit fast 30.000 Studenten (2019/2020). Sie ist die älteste einer Reihe britischer Universitäten, die im Rahmen einer viktorianischen Bildungsreform geschaffen wurden.
Die Universität zählt insgesamt zehn Nobelpreisträger unter ihren Alumni und ehemaligen Mitarbeitern und ist heute Mitglied der N8- und Russell-Gruppe britischer Forschungsuniversitäten.

## Geschichte
1882 wurde das University College Liverpool gegründet. Dieses war ab 1884 für knapp 20 Jahre Teil der historischen Victoria-Universität, ein Zusammenschluss mit weiteren Colleges in Manchester und Leeds. 1903 erfolgte eine Trennung von dieser und die Gründung als eigenständige Universität mit dem Status einer Royal Charter.
Unter den Einrichtungen ist die Medizinische Fakultät der Universität Liverpool zu nennen, welche seit 1899 auch ein tropenmedizinische Abteilung und ein Universitätsklinikum miteinschliesst.
Heute ist die Universität unter anderem auch für ihr Fernstudien-Angebot bekannt, das rund 30 Master- und Doktorandenprogramme beinhaltet.

## Internationale Kooperationen
Am 23. Mai 2006 gründete die University of Liverpool in Partnerschaft mit der Jiaotong-Universität Xi’an in Suzhou, in der Provinz Jiangsu der Volksrepublik China, die Xi’an Jiaotong-Liverpool University (Kurzform: XJTLU). Es handelt sich um eine Natur- und Ingenieurwissenschaftliche Hochschule mit einem zusätzlichen Schwerpunkt in Englischer Sprache. Die Unterrichtssprache ist Englisch, die meisten Fakultäten haben einen hohen Anteil internationaler Professoren. Die Studierenden erhalten sowohl einen Abschluss der Xi’an Jiaotong-Liverpool University als auch einen Abschluss der University of Liverpool.

## Fakultäten
Die Universität gliedert sich in sechs Fakultäten mit insgesamt 54 Fachabteilungen und über 100 Studienfächern:
- Fakultät für Kunst (Arts)
- Fakultät für Naturwissenschaften (Science)
- Fakultät für Ingenieurwissenschaften (Engineering)
- Fakultät für Sozial- und Umweltwissenschaften (Social and Environmental Studies)
- Fakultät für Medizin und Lebenswissenschaften inkl. Psychologie (Health and Life Sciences)
- Fakultät für Veterinärmedizin (Veterinary Science)

## Zahlen zu den Studierenden

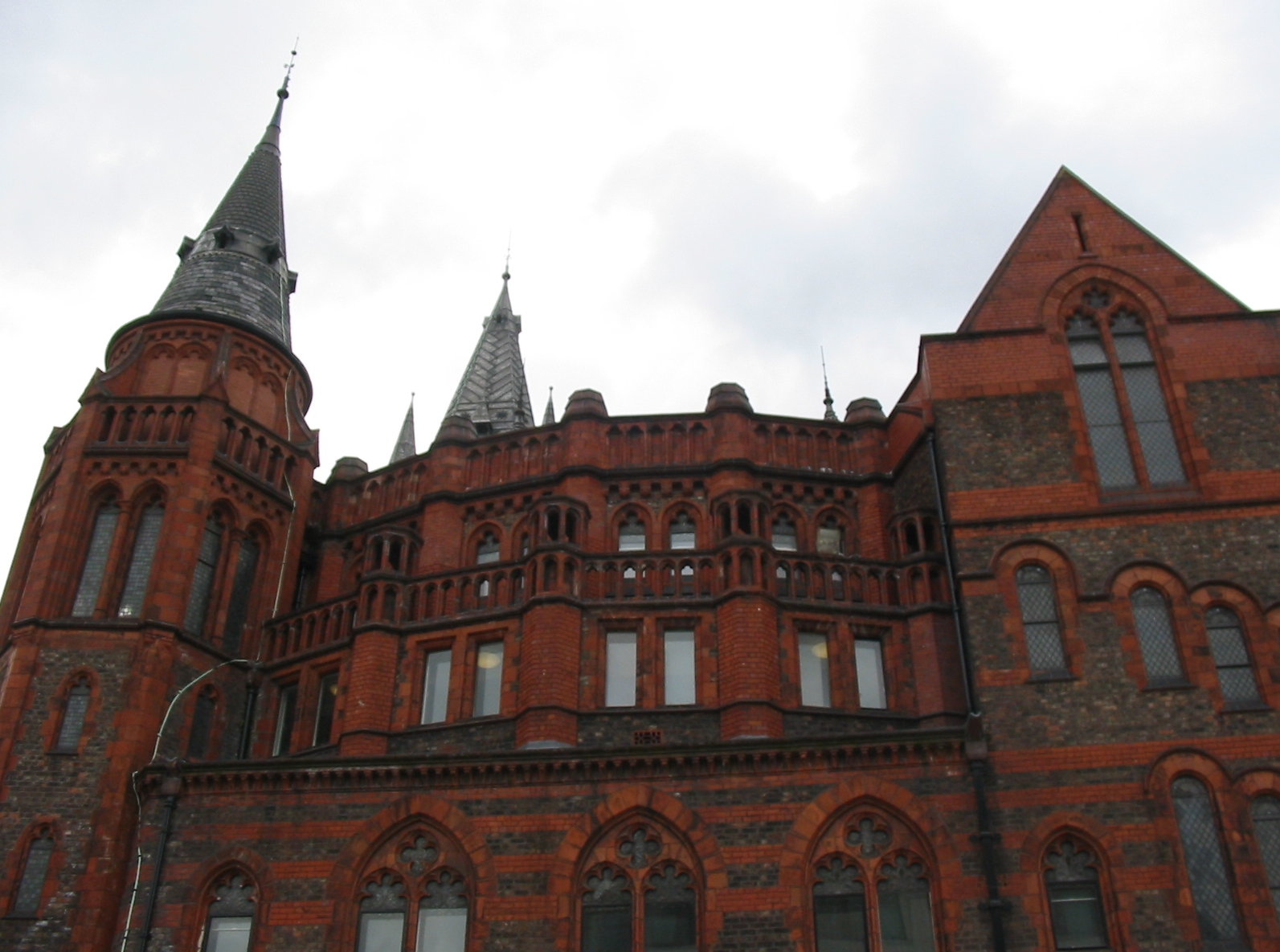
Frontansicht des Victoria Building

Von den 29.600 Studenten des Studienjahrens 2019/2020 waren 16.275 weiblich (55,0 %) und 13.325 männlich (45,0 %). 18.575 Studierende kamen aus England, 110 aus Schottland, 1.015 aus Wales, 605 aus Nordirland, 1.010 aus der EU und 8.160 aus dem Nicht-EU-Ausland. Damit kamen 9.165 (31,0 %) aus dem Ausland. 22.690 der Studierenden strebten ihren ersten Studienabschluss an, sie waren also undergraduates. 6.910 arbeiteten auf einen weiteren Abschluss hin, sie waren postgraduates. Davon arbeiteten 2.110 in der Forschung.
2014/2015 waren 12.175 Frauen und 10.540 Männer und damit insgesamt 22.715 Studierende eingeschrieben gewesen, 2018/2019 insgesamt 29.695.

## Nobelpreisträger
- Ronald Ross (1857–1932), Mediziner, Nobelpreis für Medizin 1902
- Charles Glover Barkla (1877–1944), Physiker, Nobelpreis für Physik 1917
- Charles Scott Sherrington (1857–1952), Neurophysiologe, Nobelpreis für Medizin 1932
- James Chadwick (1891–1974), Physiker, Nobelpreis für Physik 1932 für die Entdeckung des Neutrons
- Robert Robinson (1886–1975), Chemiker, Nobelpreis für Chemie 1947
- Har Gobind Khorana (1922–2011), Molekularbiologe, Nobelpreis für Medizin 1968
- Rodney R. Porter (1917–1985), Biochemiker, Nobelpreis für Medizin 1972
- Ronald Coase (1910–2013), Wirtschaftswissenschaftler, Nobelpreis für Wirtschaft 1991
- Józef Rotblat (1908–2005), Physiker, Friedensnobelpreis 1995
- Martin Lewis Perl (1927–2014), Physiker, Nobelpreis für Physik 1995

## Persönlichkeiten
- Lascelles Abercrombie, britischer Lyriker und Literaturwissenschaftler (1881–1938)
- Philip Clarke, CEO der Handelskette Tesco
- Frank Duckworth, Statistiker, entwickelte die Duckworth-Lewis-Methode
- Carol Ann Duffy, schottische Lyrikerin und Dramatikerin
- Dawda Kairaba Jawara, erstes Staatsoberhaupt der Republik Gambia
- Sanjay Jha, Co-CEO von Motorola
- Tony McNulty, britischer Politiker der Labour Party, der mehrere Ministerämter bekleidete
- Donald Nicholls, ehem. Lordrichter in Großbritannien
- William Parry, Mathematiker, Forschung im Bereich von Dynamischen Systemen und Ergodentheorie
- Stella Rimington, erste Direktorin des britischen Inlandsgeheimdienstes MI5
- David Weatherall, britischer Molekulargenetiker und Mediziner an der Universität Oxford

## Rankings
Die Universität Liverpool gilt als eine sehr renommierte Universität, was durch führende Hochschulrankings bestätigt wird:
- Beim QS World University Ranking erreichte die Universität 2015 einen Platz in den Top-125 weltweit und ist seither in den Top-200.[7]
- Im Times Higher Education Ranking 2024 belegt die Universität Liverpool den 168. Platz im weltweiten Vergleich.[8] Die medizinische wie auch die naturwissenschaftliche Fakultät schaffen es dabei jeweils in die Top-1125 (Platz 125 bzw. 93).[9]
- Im Shanghai-Ranking von 2023 rangiert die Universität Liverpool in die weltweiten Top-150, wie auch in den Jahren zuvor. Insbesondere die Platzierungen von Business Administration (Platz 22) und Public Health (Platz 38) stechen dabei heraus.[10]